# Montfort Stokes

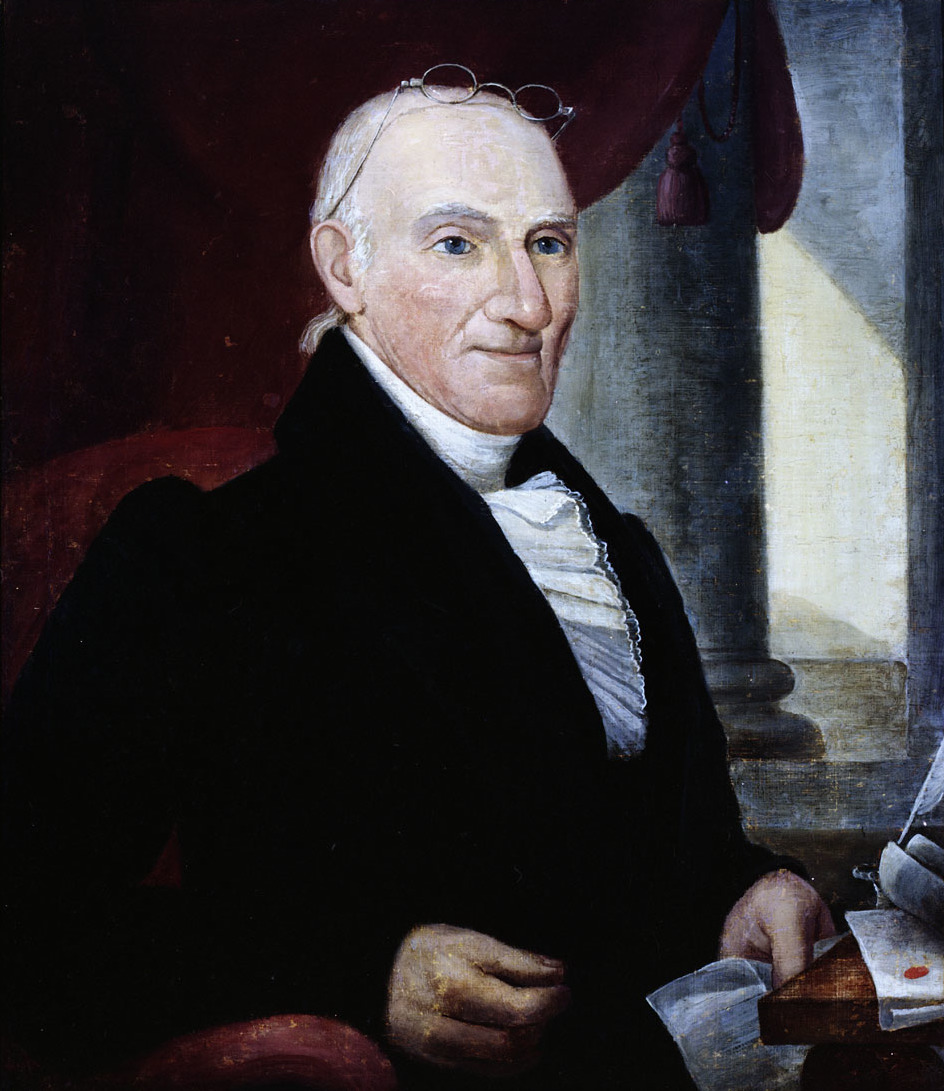
Montfort Stokes porträtterad av samtida okänd konstnär

Montfort Stokes, född 12 mars 1762 i Lunenburg County, Virginia, död 4 november 1842 i Fort Gibson, dåvarande Arkansasterritoriet (nu i Oklahoma),  var en amerikansk senator och guvernör för delstaten North Carolina.
Som 13-åring tog Stokes värvning i handelsflottan som i och med den amerikanska revolutionen tillfälligt omvandlades till Continental Navy, en föregångare till United States Navy. Stokes blev tillfångatagen av Royal Navy och tillbringade sju månader på det brittiska fängelsefartyget HMS Jersey i New Yorks hamn.
Efter revolutionen bosatte sig Stokes i North Carolina och försörjde sig som jordbrukare samtidigt som han studerade juridik. Tack vare sina studier fick han anställning som tjänsteman i delstatssenaten där han arbetade som handläggare 1786-91.
Under sina studieår lade Stokes gunden för en politisk karriär inom Demokrat-republikanska partiet men var länge tveksam till om han skulle satsa på politik eller juridik. Det var en mindre sensation när Stokes 1804 blev vald till senator men avstod från att tillträda posten. I stället engagerade han sig i arbetet med att utveckla University of North Carolina at Chapel Hill vars styresman ("trustee") han var 1805-38.

Continental Navys flagga (sentida rekonstruktion)

Stokes invaldes åter i senaten 4 december 1816 för att ersätta den i förtid avgågne James Turner och satt kvar till 3 mars 1823. Efter att ha besegrats i senatsvalet av John Branch fortsatte Stokes sin politiska karriär på lägre nivå i delstatssenaten tills han 1830 blev vald till delstatens guvernör, en post som han upprätthöll till 1832 då han avgick på egen begäran.
Stokes utsågs 1832 av president Andrew Jackson till ledamot i Board of Indian Commissioners och fick det särskilda uppdraget att förhandla fram avtal med olika indianstammar, framför allt gällande fri passage för amerikanska medborgare genom stammarnas område. Det var Stokes tidigare erfarenheter i senatens utskott för post- och vägfrågor (Committee on Post Office and Post Roads) som gjorde honom lämplig för uppgiften. Om indianer visste han ingenting och anlitade därför före detta officeren och "indian trader" Auguste Pierre Chouteau som sin assistent med överstes rang och lön.
För att kunna sköta sitt nya uppdrag flyttade Stokes 1832 från Wilkesboro i North Carolina, där han bott i 20 år, till Fort Gibson i Arkansasterritoriet. Efter att framgångsrikt ha träffat avtal med bland andra kiowaerna utsågs Stokes till indianombudsman ("agent") för cherokeserna, shawneerna och senecaerna. Stokes avled i Fort Gibson 4 november 1842 och är begravd där, veterligen som den enda deltagare i amerikanska revolutionen som fått sin sista viloplats i Oklahoma.